# Scandalo Harden-Eulenburg
Lo scandalo Harden-Eulenburg, spesso definito semplicemente scandalo Eulenburg o scandalo della Tavola Rotonda, nacque a seguito di una serie di processi relativi all'accusa di rapporti omosessuali (all'epoca illegali in Germania in base al paragrafo 175), accompagnati da processi per diffamazione, fra esponenti di spicco del gabinetto e della cerchia dell'imperatore Guglielmo II di Germania fra il 1907 e il 1909.

## Lo scandalo
Lo scandalo ebbe origine dalle accuse mosse dal giornalista Maximilian Harden relative al rapporto omosessuale tra Philipp, principe di Eulenburg-Hertefeld ed il generale conte Kuno von Moltke. Le accuse e le successive recriminazioni aumentarono rapidamente e la frase «Tavola rotonda di Liebenberg», dal nome del castello proprietà di Eulenburg, iniziò a essere utilizzata per descrivere il circolo omosessuale maschile che circondava il Kaiser.
Le denunce e i conseguenti processi ricevettero un'immensa pubblicità, e il risultato fu quello che venne considerato il più grande scandalo interno del Secondo Impero tedesco; esso portò, inoltre, a una delle più grandi, e prime, discussioni pubbliche sull'omosessualità in Germania, simile a quelle che ottenne il processo a Oscar Wilde in Gran Bretagna.

## Le cause

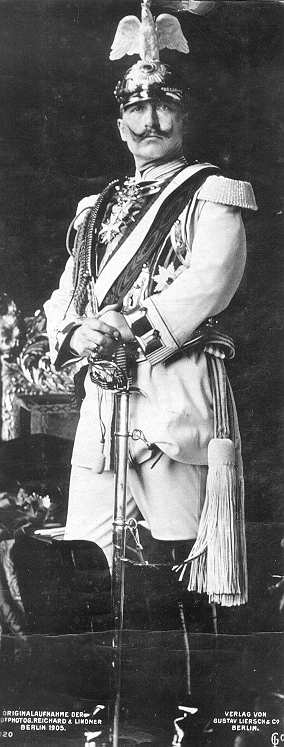
Guglielmo II nel 1905.

Guglielmo II aveva sostituito, nel 1890, Otto von Bismarck, il Cancelliere di ferro, e la sua Realpolitik fatta di trattati e accordi, con una serie di confuse politiche estere di tipo espansionistico, conosciute con il nome di Weltpolitik. Eulenburg, favorevole a una politica estera meno aggressiva, divenne uno dei più importanti membri della cerchia di Guglielmo II, esercitando un freno alle idee del sovrano. Eulenburg fu promosso da semplice membro del corpo diplomatico alla carica di ambasciatore, e Guglielmo II gli propose anche la carica di Cancelliere, che Eulenburg rifiutò.
Guglielmo II conosceva le tendenze sessuali di Eulenburg, un fatto all'epoca scandaloso e suscettibile di gettare sospetti sull'imperatore stesso (l'omosessualità era un crimine). Lo stesso Bismarck notò, in una lettera al figlio, che il rapporto fra l'imperatore ed Eulenburg aveva aspetti tali da "non poter essere messi per iscritto". In effetti nel 1902 il direttore del periodico imperialista Die Zukunft, Maximilian Harden, ebreo e favorevole all'espansione aggressiva della Germania, minacciò Eulenburg di rivelare il "lato oscuro" del suo rapporto con Guglielmo II, a meno che egli non si fosse dimesso dalla carica di ambasciatore a Vienna.
Eulenburg abbandonò la carica e la scena politica (fino al 1906), ufficialmente per motivi di salute, e perse parte dell'ascendente sull'imperatore. Nel 1906 Eulenburg si riavvicinò però all'imperatore in seguito alla cessione del Marocco alla Francia durante la conferenza di Algeciras, un grave scacco alla politica estera e alla diplomazia tedesca. Harden, convinto del fatto che lo scacco fosse dovuto alla "mollezza" delle persone che circondavano Guglielmo II, ebbe paura di una nuova azione frenante che Eulenburg avrebbe potuto esercitare sull'imperatore, oltre al fatto che poteva ridiventare «l'arbitro capo delle più importanti carriere».
Per questo rinnovò gli attacchi con la pubblicazione di due articoli su Die Zukunft, allusivi a un rapporto omosessuale tra Eulenburg e Kuno Graf von Moltke. La paura di uno scandalo, che avrebbe coinvolto l'imperatore, costrinse Eulenburg a un esilio in Svizzera. Uno scandalo di questo tipo era tutto fuorché improbabile: tra il 1906 e il 1907 sei ufficiali dell'esercito si suicidarono a seguito di ricatti, e nei precedenti tre anni circa venti di loro erano stati condannati da una corte marziale a causa della loro sessualità.
Anche un ufficiale della Guardia del corpo era stato imputato di omosessualità, causando grande imbarazzo, perché questo corpo d'élite era comandato dal Luogotenente generale Wilhelm Graf von Hohenau, parente di Guglielmo II. Tuttavia, peggiore di questi scandali fu, agli occhi di Harden, la decisione di Eulenburg di rientrare in Germania per essere ammesso all'Ordine dell'Aquila nera.
E Harden considerò una conferma del suo punto di vista il fatto che il principe di Prussia Friedrich Heinrich dovesse rinunciare all'investitura al Ordine dei cavalieri di San Giovanni a causa della propria omosessualità. Secondo Harden il comportamento "scandaloso", insieme agli influssi di moderazione politica esercitati sull'imperatore da parte di Eulenburg, andavano puniti. Harden, forse, temeva anche la possibilità di influssi antisemiti sull'imperatore. L'opinione pubblica, inoltre, vedeva in Harden un restauratore dei costumi morali che combatteva contro il vizio e la corruzione.

## La denuncia
Harden denunciò apertamente Eulenburg, con un atto di quello che più tardi sarebbe stato definito outing, il 27 aprile 1907, confermando in un nuovo articolo quello a cui precedentemente aveva solo alluso, prima dell'esilio di Eulenburg in Svizzera. Harden scrisse sulle colonne del giornale Die Zukunft che coloro che aveva attaccato nel novembre 1906, come «l'arpista» (harfner) (Eulenburg era compositore di musica per arpa) e «dolcezza» (süßen) (von Moltke era amante del cioccolato) e «tesoruccio» (liebchen) non erano altri che Eulenburg stesso, il comandante militare di Berlino, Kuno Graf von Moltke e il Kaiser.
Guglielmo II, preoccupato del crescente scandalo, agì chiedendo le dimissioni di tre importanti aristocratici che facevano parte del suo entourage: Hohenau (comandante della Guardia del corpo), Lynar e lo stesso von Moltke. Tali nomi erano segnalati su una "lista" parziale, compilata dalla polizia di Berlino, che schedava gli omosessuali conosciuti: la schedatura completa, non mostrata all'imperatore, conteneva diverse centinaia di nomi.
L'avvocato di Moltke presentò una denuncia per diffamazione contro Harden. Eulenburg negò ogni rapporto con von Moltke e presentò un'autodenuncia per la presunta violazione del paragrafo 175 presso il proprio giudice distrettuale, al fine di scagionarsi completamente dopo che la legge avesse compiuto il suo corso.
Nel frattempo lo scandalo s'ingigantì, coinvolgendo anche Georg von Hülsen, direttore del Royal Theatre, von Stückradt, scudiero del principe della corona, e Bernhard von Bülow, cancelliere imperiale: tutti vennero accusati di avere tendenze o attività omosessuali. Nel luglio 1907, dopo una breve inchiesta, quasi certamente "addomesticata", Eulenburg venne prosciolto da ogni accusa.

## I processi

### Moltke contro Harden
Nel processo, durato dal 22 al 29 ottobre, vennero coinvolte l'ex moglie di Moltke (divorziata dopo nove anni), Lili von Elbe, un soldato di nome Bollhardt e il dottor Magnus Hirschfeld, considerato un esperto scientifico di questo "scabroso" campo. La moglie descrisse l'assenza di rapporti sessuali con Moltke a esclusione dei primi due giorni di matrimonio, la grande amicizia che lo legava a Eulenburg, e la sua ignoranza relativa alla presunta omosessualità del marito. Bollhardt descrisse festini a base di champagne tenuti nella villa di Lynar (allontanato, ricordiamolo, da Guglielmo II) dove aveva visto sia Hohenau sia Moltke.
Hirschfeld, basandosi sulla testimonianza della von Elbe e sull'atteggiamento mantenuto da Moltke nel corso del dibattito processuale, affermò che certamente Moltke possedeva un lato femminile, ma non era un sodomita o un pederasta, bensì un "omosessuale" insistendo principalmente sul lato effeminato, artistico e impressionabile di Moltke. Hirschfeld sostenne che l'omosessualità era una caratteristica psicologica innata, indipendente dalla volontà, e che non necessariamente doveva concretizzarsi in atti sessuali.
Il 29 ottobre la corte giudicò che Moltke era omosessuale e Harden innocente. Ciononostante, il processo venne annullato per un vizio procedurale e il giudice stabilì che avrebbe dovuto essere nuovamente celebrato (vedi Harden contro Moltke). Dietro questa decisione si nascose, probabilmente, la volontà delle istituzioni tedesche di preservare la credibilità delle classi dirigenti aristocratiche dall'attacco portato da due ebrei (Harden e Hirschfeld).

### Bülow contro Brand
Adolf Brand, fondatore del primo periodico omosessuale, Der Eigene, stampò un pamphlet in cui descriveva come Bernhard von Bülow, cancelliere imperiale, fosse stato ricattato a causa dell'omosessualità e come avesse baciato e scambiato effusioni con Scheefer alle riunioni maschili ospitate da Eulenburg. Per questo, sosteneva Brand, Bülow avrebbe avuto il dovere morale ad opporsi pubblicamente al paragrafo 175. Brand venne denunciato per diffamazione e condannato il 6 novembre 1907 a 18 mesi di prigione.

### Harden contro Moltke
In questa occasione le udienze si svolsero dal 18 al 25 dicembre 1907. La von Elbe, moglie di Moltke, fu dichiarata affetta da "isteria" e Magnus Hirschfeld (sommerso dalle critiche da parte dei suoi stessi sostenitori per il suo inopportuno "outing" di un omosessuale) ritrattò parzialmente le sue dichiarazioni. Le precedenti decisioni della corte vennero così giudicate prive di fondamento, e Harden fu condannato per diffamazione a quattro mesi di prigione.

### Harden contro Städele

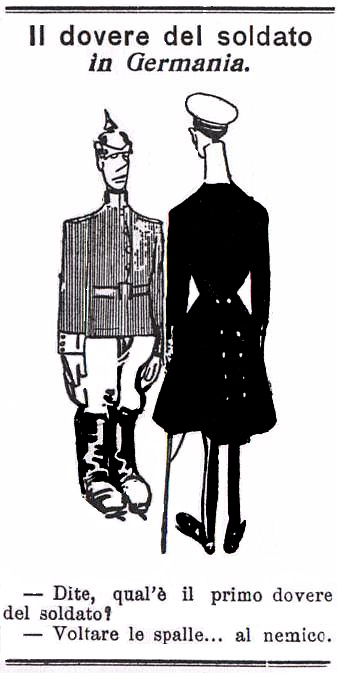
Le vignette satiriche sullo scandalo impazzarono sui giornali di tutto il mondo. (Da "L'Asino", 17/11/1907).

Uscito di prigione Harden, ormai mosso da motivazioni morali e politiche, oltre che di vendetta verso la "camarilla" degli "omosessuali", prese contatto con l'editore bavarese Anton Städele e gli fece pubblicare un articolo, nel quale Städele insinuava falsamente che Harden avesse ricevuto una grossa somma di denaro da Eulenburg per cessare gli attacchi rivolti alla sua persona. Harden contava, in questa maniera, di trasformare il processo per diffamazione nei confronti di Städele in un'importante tribuna dalla quale lanciare i suoi attacchi a Eulenburg.
Anche se avevano scarsa attinenza con il processo, Harden riuscì a far testimoniare Georg Riedel e Jacob Ernst, che affermarono di avere avuto rapporti omosessuali con Eulenburg. Ciò smentiva quanto precedentemente affermato da Eulenburg che, sotto giuramento, aveva detto di non avere mai avuto rapporti sessuali con altri uomini. Il processo si concluse il 21 aprile 1908 con un'ammenda per Städele di 100 marchi, rimborsatigli da Harden. Il 7 maggio 1908 Eulenburg venne incriminato per spergiuro: due settimane più tardi la condanna a Harden fu annullata e un secondo processo ebbe inizio.

### Stato contro Eulenburg
Dopo l'esame del primo dei 41 testimoni, tra i quali Jacob Ernst e altri dieci che avevano descritto alcuni rapporti di Eulenburg avvenuti nel 1887 e spiati attraverso un buco della serratura, il processo venne rimandato a causa dello stato di salute di Eulenburg. Il processo venne trasferito in ospedale, ma nuovamente rimandato. Dal 29 giugno 1908 fino alla dissoluzione dell'Impero Tedesco al termine della prima guerra mondiale, il processo venne rimandato di anno in anno sempre per motivi di salute, col risultato che Eulenburg non fu mai processato.

### Moltke contro Harden
Con poco rilievo sulla stampa, nell'aprile del 1908 Harden venne nuovamente condannato e multato per 600 marchi, oltre a 4.000 per spese processuali, mentre Moltke fu riabilitato agli occhi dell'opinione pubblica.

## Un incidente soffocato
Oltre allo scandalo Harden-Eulenburg, ci fu un secondo episodio con riflessi omosessuali che rischiò di sconvolgere gli equilibri della classe dirigente tedesca. Guglielmo II aveva pubblicato nel 1908 al quotidiano inglese Daily Telegraph un'intervista nella quale aveva espresso idee distensive rispetto al rapporto fra le due nazioni e alla "corsa agli armamenti" navale. I parlamentari tedeschi, però, espressero il loro dissenso nei confronti di una politica di minore aggressività verso la Gran Bretagna, e l'imperatore decise di ritirarsi, per una vacanza, in una tenuta reale nella Foresta Nera.
Durante la vacanza, una sera dopo cena, Dietrich von Hülsen-Häseler, capo del segretariato militare, si stava esibendo in tutù in un pas seul, quando ebbe un infarto e morì sotto gli occhi degli allibiti spettatori. Il Conte Ottokar Czernin, presente alla scena, disse: «In Guglielmo II ho visto un uomo che, per la prima volta nella sua vita, con occhi sbarrati dall'orrore, ha dovuto guardare alla realtà per quel che era veramente». Tuttavia anche questo incidente fu messo a tacere.

## Effetti dello scandalo
- Lo scandalo Harden-Eulenburg fu macchinato per ridurre, nell'entourage di Guglielmo II, l'influenza dell'elemento contrario allo scatenamento della prima guerra mondiale nonché favorevole a una continuazione della linea seguita, con successo, da Bismarck. A questo scopo fu fatto uso di un pregiudizio, specificatamente dell'omofobia, per fini politici che non avevano nulla a che vedere con l'omosessualità. Come disse dopo gli eventi la moglie di Eulenburg: «stavano colpendo mio marito, ma il loro bersaglio era il Kaiser». E in effetti lo scandalo ottenne il risultato per cui era stato montato, eliminando l'ultimo ostacolo che si frapponeva alla preparazione aperta del conflitto. Dopo la guerra, alludendo all'esito nefasto per la Germania di tale conflitto, Harden avrebbe confessato a Hirschfeld che lo scandalo era stato il più grave errore politico della sua vita e vi attribuì (ovviamente esagerando, visto che le cause avevano radici ben più profonde) le origini della prima guerra mondiale e la caduta del Secondo impero tedesco. Hirschfeld scrisse sul giornale Die Freundschaft (L'amicizia) del febbraio 1933 che il risultato dello scandalo era «nient'altro e né meno che una vittoria per la tendenza che infine ha condotto agli eventi della guerra mondiale».
- A livello d'immagine, lo scandalo contribuì a identificare ancora più strettamente, in tutto il mondo, Germania e omosessualità (bollata in Francia come vice allemand, "vizio tedesco").
- A livello personale, lo stress causato dai processi e dall'opinione pubblica fece sì che molti partecipanti perdessero la salute durante il 1908, ed influì sull'imperatore sfociando in un'aperta depressione, che condizionò negativamente sulla successiva capacità di governo, sempre più aggressiva, nel difficile periodo che precedette lo scoppio del primo conflitto bellico.
- Tra gli effetti curiosi ci fu infine l'immediata diffusione a livello mondiale, attraverso i quotidiani che seguirono morbosamente lo scandalo, del nuovo termine eufemistico usato per definire il reato di cui gli imputati erano accusati: "omosessualità". Meno durevole fu invece la diffusione delle definizioni di "Tavola rotonda" o "camarilla" per identificare collettivamente i componenti di un gruppo omosessuale, specie se associati alla gestione del potere politico.

## Galleria di vignette
Lo scandalo scatenò la produzione di centinaia di vignette satiriche in tutto il mondo, di cui fu raccolta addirittura un'antologia in volume (vedi bibliografia, Derrière "Lui"). Qui di seguito una breve galleria esemplificativa tratta anche da un periodico italiano, L'Asino, socialista e anticlericale, che non rinunciò all'anticlericalismo neppure in questa occasione.

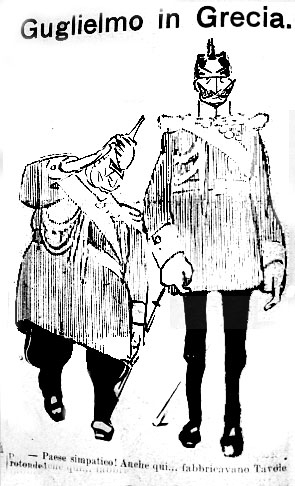
"Guglielmo in Grecia", "L'Asino", 1907.
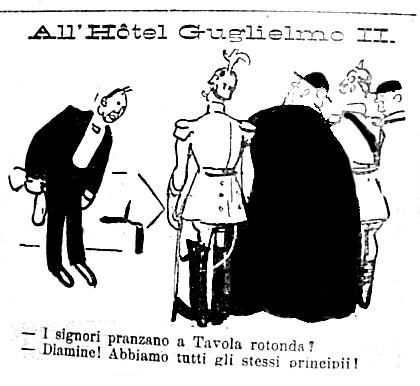
"All’hotel Guglielmo II" - "L'Asino", 20 ottobre 1907.
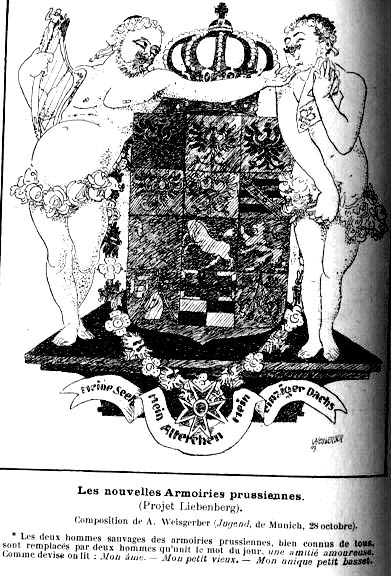
"Il nuovo blasone prussiano", ("Jugend", 28 ottobre 1907).
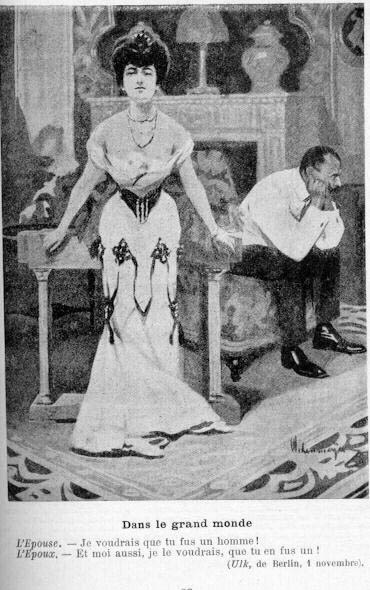
La moglie: "Vorrei: tu fossi un vero uomo!". Il marito: "Anch'io, vorrei che tu lo fossi!". ("Ulk", 1º novembre 1907).
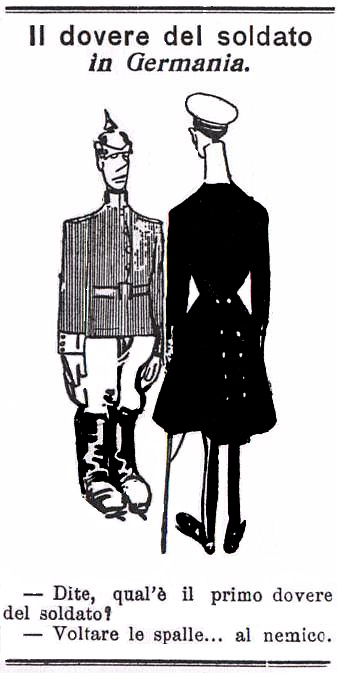
"Il dovere del soldato in Germania" - L’Asino, 17 novembre 1907.
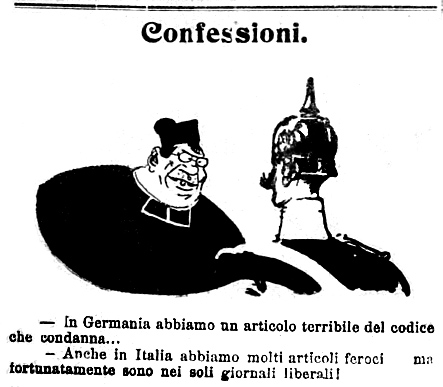
"Confessioni" - "L'Asino", 17 novembre 1907.
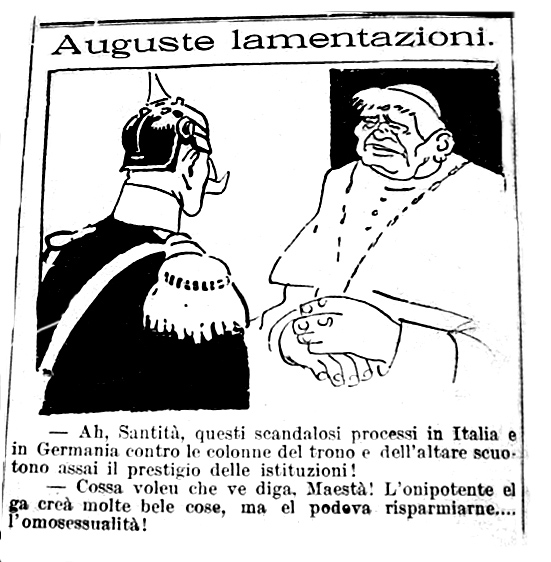
"Auguste lamentazioni" - "L'Asino, 12 gennaio 1908.
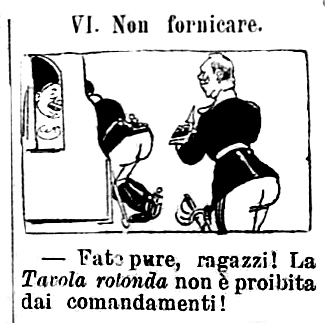
VI. "Non fornicare" - "L'Asino", 23 febbraio 1908. Ulteriori immagini qui.
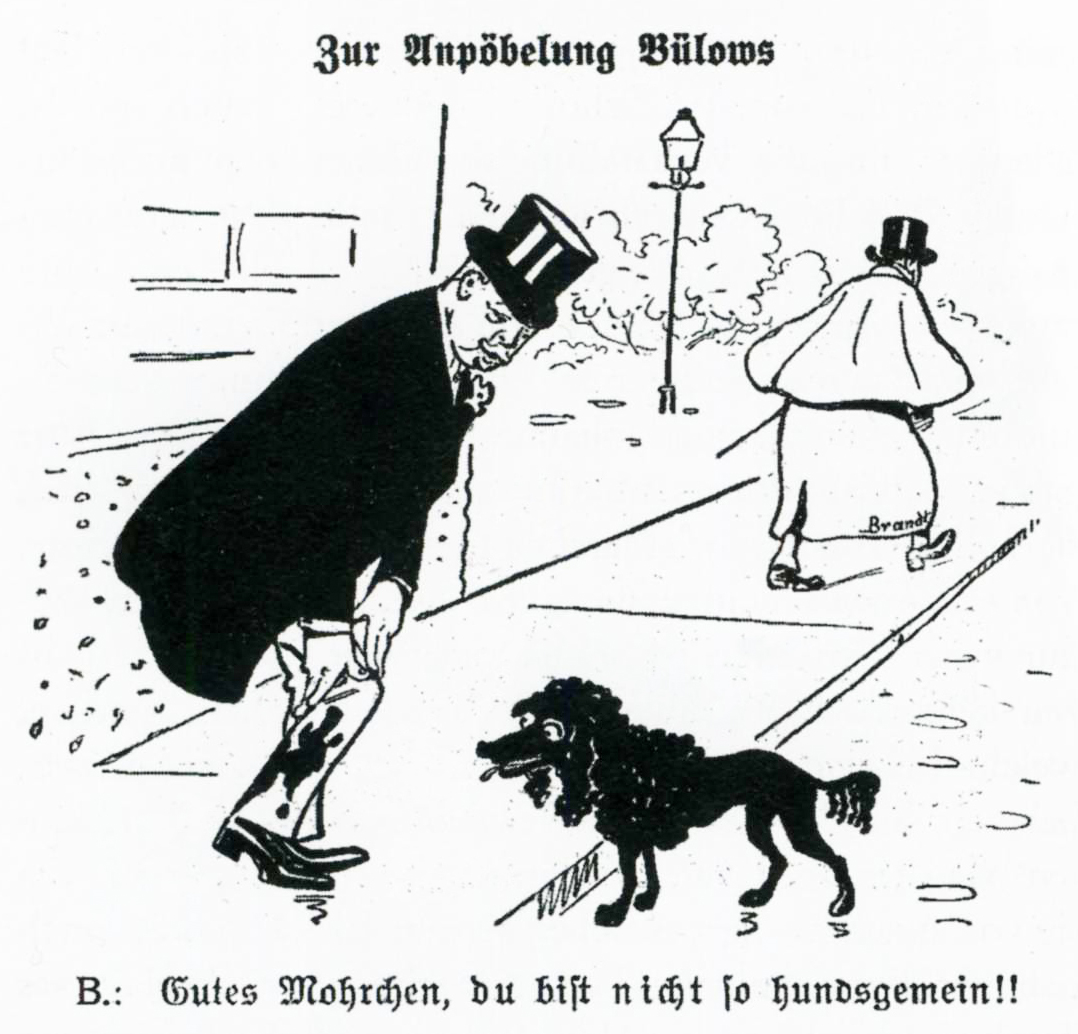
"Witzblatt Kladderadatsch", 27/10/1907.